# Полигон Эмба
«Эмба» — бывший военный полигон близ города Жем в Казахстане, образован в советское время как войсковой полигон противовоздушной обороны (ПВО Сухопутных Войск), затем стал арендоваться российской стороной, пока не был расформирован в 1999 году.  
Полигон располагался в 10 километрах к югу от города Эмба Мугалжарского района Актюбинской области, в 200 километрах южнее Актобе. Административным и жилым центром полигона являлся город Эмба-5 (с 2000 года — Жем). Полигон был создан в 1960 году для исследовательских работ и испытаний новейших образцов вооружения и военной техники ПВО Сухопутных Войск, обучения боевому применению вооружения и военной техники, проведения учебных стрельб частями и соединениями войск ПВО Сухопутных Войск. После распада СССР полигон Эмба был взят Россией в аренду у Казахстана. В этот период носил официальное наименование: 11-й Государственный научно-исследовательский испытательный полигон Министерства обороны Российской Федерации (11 ГНИИП Минобороны России). Полигон длительное время не использовался российской стороной, перенесшей испытания в Капустин Яр. В 2017 году было ратифицировано российско-казахстанское соглашение, которое предусматривает полигона «Эмба» передачу Казахстану.

## История
Постановлением Совета Министров Казахской ССР от 3 октября 1959 года Министерству обороны СССР был выделен земельный участок на территории Актюбинской области Казахской ССР площадью 2960144,6 га.
Датой основания полигона считается 7 мая 1960 года, когда в 10 километрах от станции Эмба Актюбинской области Казахской ССР был забит первый реперный колышек и развернут палаточный лагерь. В июле 1960 года начались первые геодезические и строительные работы, которые проводились под непосредственным руководством Н. А. Рощицкого, назначенного начальником полигона.
На полигоне проводились испытания зенитно-ракетных комплексов («С-300В», «Бук», «Тунгуска»), средств ПВО, оперативно-тактических ракет малого радиуса действия, а также войсковые учения с применением новых образцов вооружений данных типов (последними были учения «Оборона-92», «Осень-93», «Феникс-96»). Протяжённость полигона составляла: с севера на юг — 240 километров, с востока на запад — 60 километров; общая площадь — 791 тыс. гектаров.
В 1963 году на полигоне начаты первые совместные испытания. К этому времени на полигоне были подготовлены наиболее необходимые испытательные и измерительные площадки, штабные и научно-исследовательские помещения, построен минимальный объем жилых зданий, гостиниц, столовых и других объектов. Несколько позже был создан полный объём необходимой инфраструктуры для испытаний более совершенных зенитных ракетных и радиоэлектронных средств. В частности, в 2 км к югу от города был построен аэродром 1 класса «Карась» (с базированием на нем смешанного авиационного полка).
Характеристики полигона:
- восточная граница — по хребту Мугоджарских гор, протяженность 340 км;
- западная граница — по западному берегу реки Эмба до устья ручья Узын-Карагандысай, затем переходила на восточный берег реки и далее на юг до урочища Токсанбай, протяженность 465 км
- Расстояние между восточной и западной границами — от 47 км до 100 км
- Протяженность директрисы — 310 км, направление — 190°.

В 1980 году полигон награждён орденом Красной Звезды.
На территории полигона проводились учения войск «Тюльпан-69», «Оборона-92», «Осень-93», «Феникс-95», «Эмба-Кубинка-96».

### Постсоветский период
С 5 ноября 1998 года 11 ГНИИП включен в состав 4 Государственного Центрального Межвидового Полигона «Капустин Яр».
В 1999 году полигон был расформирован, в период с июня по декабрь российские войска передислоцированы на полигон «Капустин Яр» (4 ГЦМП) (Россия, Астраханская область) , где на его базе создан «788 Научно-Испытательный Центр Вооружения и Военной Техники Сухопутных Войск».
В 2000 году в составе 4 ГЦМП «Капустин Яр» создана 5580-я База Обеспечения Испытательных Работ.
В 2010 году 5580 База Обеспечения Испытательных Работ расформирована.
В течение 8 лет полигон Эмба не использовался, а испытания были перенесены на полигон Капустин Яр. Несмотря на это Россия продолжала арендовать у Казахстана полигон (за 2016 год за аренду было выплачено 7 млрд тенге). В июне 2017 года Совет Федерации ратифицировал Протокол между РФ и Казахстаном «О мерах по прекращению действия Соглашения между странами об условиях использования и аренды военно-испытательного полигона Эмба в Актюбинской области». Согласно соглашению Россия перестала арендовать у Казахстана полигона Эмба и освободила её территорию.

## Испытывались
На полигоне проходили испытания ЗРК: «Круг», «Куб», «Бук», «Тор», «Оса», «С-300В»; ЗПРК  «Тунгуска», средств ПВО, оперативно-тактических ракет малого радиуса действия.
- 1964 год — ЗРК 2K11 «Круг» («Круг-А» — 1967 год, «Круг-М» — 1971 год, «Круг-М1» — 1974 год)
- 1967 год — ЗРК 2К12 «Куб» («Куб-М» — 1973 год, «Куб-М3» — 1976 год, «Куб-М4» — 1978 год)
- 1971 год — ЗРК 9К33 «Оса» («Оса-АК» — 1975 год, «Оса-АКМ» — 1980 год)
- 1980 год — ЗРК 9К37 «Бук» (9К37М1 «Бук-М1» — 1983 год, «Бук-М2» — 1989 год, 9K37M1-2 «Бук-М1-2» — 1998 год)
- 1981 год — ПЗРК 9К38 «Игла»
- 1982 год — ЗРПК «Тунгуска» («Тунгуска-М» — 1990 год)
- 1986 год — ЗРК 9К330 «Тор» (9К331 «Тор-М1» — 1991 год)
- 1987 год — ЗРС 9К81 «С-300В» - Гончаровская бригада
- 1988 год — ЗРС 9К81 «С-300В» (9К81М «С-300ВМ» — 1990 год)

## Руководители полигона[когда?]
- генерал-майор артиллерии Николай Александрович Рощицкий;
- генерал-майор артиллерии Пётр Иванович Иванов;
- генерал-майор-инженер Василий Дмитриевич Кириченко;
- генерал-майор-инженер Борис Иванович Ващенко;
- генерал-майор-инженер Владислав Васильевич Зубарев;
- генерал-лейтенант Василий Романович Унучко;
- генерал-лейтенант Николай Иванович Перевозчиков.